# مستشفى بيثيل
مستشفى بيثيل ( بالإنجليزية : Bethel Hospital ) هي مؤسسة الرعاية الصحية التي تحتوي على 75 سريرا في مالايبالاي، بوكيدنون، الفلبين. تأسست المستشفى في عام 1973. وهي مؤسسة غير ربحية تابعة لرابطة الكنائس المعمدانية الأساسية في الفلبين (AFBCP).

## تاريخ المستشفى

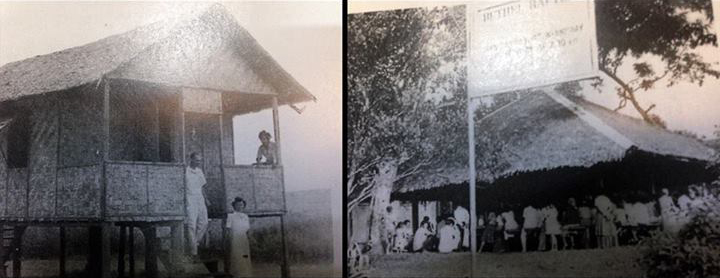
عيادة بيثيل

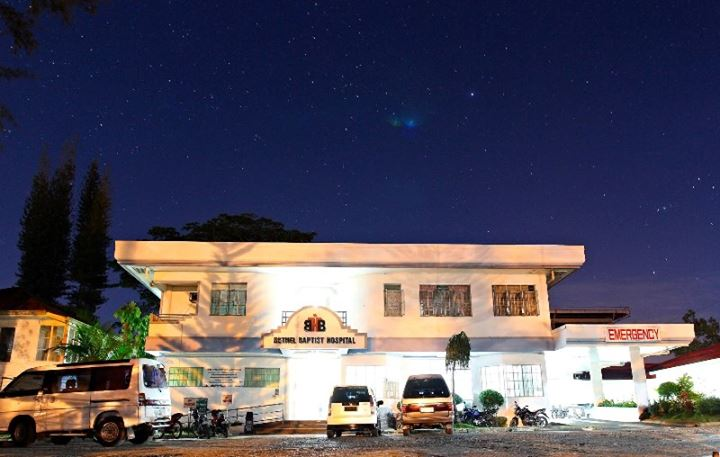
مستشفى بيثيل

### السنوات الأولى
تم تأسيس المستشفى من مبنى طبي صغير عام 1946-1948 من قبل اثنين من جمعية المعمدانيين للممرضات (ABWE) وهم : رودا ليتل وجين واغونر. بدأت المستشفى في النمو في عام 1949، عندما انضم الدكتور لينكولن نيلسون، طبيب البحرية، والسيدة نيلسون في عام 1951، والسيد إسون، الصيدلي والسيدة إسون في عام 1951 ، وبحلول عام 1955، كان في العيادة آلة أشعة سينية، وغرفة عمليات، وغرفة تصوير إشعاعي رقمي، ودور حضانة، ومختبر. في أغسطس 1963، كان جراح يدعى الدكتور أنطونيو مارافيلا أول طبيب فلبيني ينضم للفريق الطبي. ثم أصبح أول مدير طبي فلبيني في عام 1966.

### مستشفى بيثيل
في 3 نوفمبر 1973، أصبحت عيادة بيتيل مستشفى وشركة مسجلة في هيئة الأوراق المالية والبورصات الأمريكية. واُفتتح مبنى جديد فيها في عام 1996، ووسع نطاق المستشفى من 19 سريرا إلى 50 سريرا، ورُفعت مستوى المرافق، وكان لدي المستشفى مختبر معتمد من المستوى العالي. في عام 2013، افتتحت مستشفى بيتيل المعمدانية جناحا جديدا، يدعى جناح نيلسون تكريما لمؤسسها، حيث أصبحت مؤسسة صحية تضم 68 سريرا مع وحدة عناية مركزة.

## المرافق والخدمات
يوجد في مستشفى بيتيل المعمداني حوالي 75 سرير. ويقدم الرعاية الصحية الأولية، بما في ذلك تنسيق الرعاية مع الأطباء الابتدائيين المحليين، وإجراء الزيارات المنزلية والمتابعة. يتم إجراء رحلات البعثة الطبية بالتعاون مع الكنائس المحلية والجماعات القبلية والوزارات الطبية الدولية. جراحات مخفضة مجدولة متاحة من خلال الوزارات الطبية الدولية.

## الجوائز والتقدير
تشمل الجوائز :
- 2003 - جائزة مستشفى الصحة
- 2003، 2005، 2008 - مستشفى فيلهيلث المتميز
- 2009 - الفائز الإقليمي بقسم العمل والتوظيف
- 2011 - مركز مستشفى فيلهيلث للتميز لعام 2011
- وهي أيضا من مقدمي الرعاية الصحية النموذجية في فيلهالث، قسم الفحص الصحي المتميز لحديثي الولادة، ولها تصنيف سنوي ثابت لضمان الجودة من مكتب وزارة الصحة للبحوث والمختبرات منذ عام 1987.

## وصلات خارجية
- Bethel Baptist Hospital، Inc.